# Amphiroa valonioides
Amphiroa valonioides Yendo, 1902  é o nome botânico  de uma espécie de algas vermelhas pluricelulares do gênero Amphiroa. São algas marinhas encontradas no Japão, Coreia, Filipinas, Vietnã e Micronésia.

## Sinonímia
Não apresenta sinônimos.